# A Revolução Traída
A Revolução Traída é um livro publicado em 1937 pelo exilado líder bolchevique Leon Trotsky. Esta obra frequentemente reimpressa, analisa e crítica o curso do desenvolvimento histórico depois da morte de Lênin, em 1924, e é considerada como o trabalho principal de Trotsky sobre a natureza do stalinismo. O livro foi escrito por Trotsky durante seu exílio na Noruega e foi originalmente traduzida para o francês por Victor Serge. A tradução inglesa mais amplamente disponível é de Max Eastman.

## Antecedentes históricos

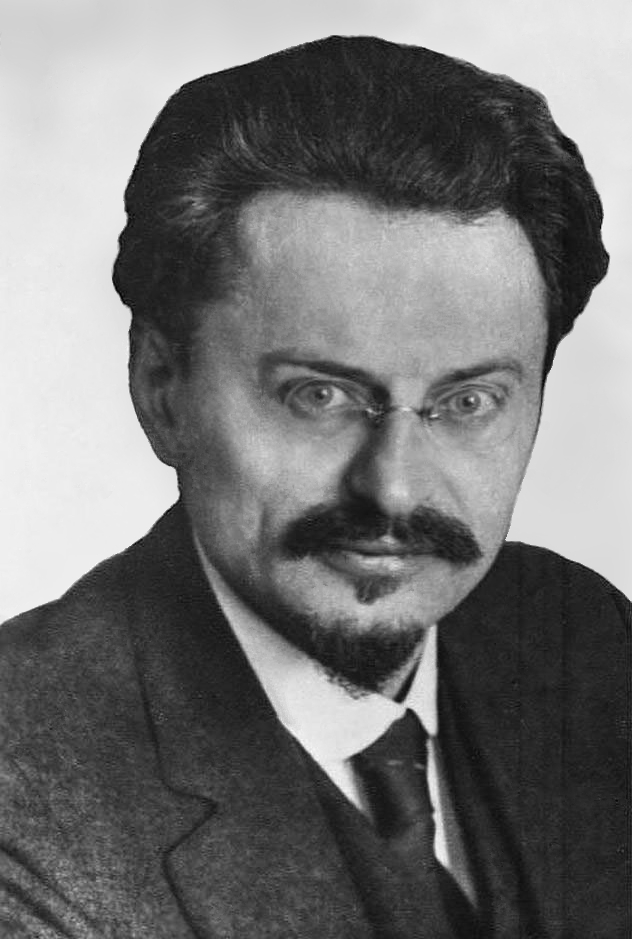
Leon Trotsky na década de 1920.

Lev Davidovich Bronshtein (1879-1940), mais conhecido pelo pseudônimo de Leon Trotsky, foi um dos principais líderes da Revolução de Outubro de 1917, que trouxe uma facção do Partido Operário Social-Democrata Russo, os bolcheviques, ao poder na Rússia. Trotsky tinha sido há muito tempo um dos principais revolucionários marxistas na Rússia Imperial, condenado ao exílio em uma parte distante da Sibéria por suas atividades contra o regime.
Após um período de exílio europeu, Trotsky voltou para a Rússia durante a Revolução Russa de 1905, onde sua oratória elétrico fizeram dele uma figura de liderança na St. Petersburgo Soviética até sua prisão, em dezembro do mesmo ano, conseguindo porém escapar e refugiar-se na Europa Ocidental. Durante a próxima década Trotsky passou do apoio da ala menchevique do POSDR a defesa da unidade das diversas facções dentro do partido, criando uma organização formal chamada Partido Operário Social-Democrata Russo, vulgarmente conhecido como o "Mejraiontsi".
O virtual colapso do antigo regime durante a última parte da Primeira Guerra Mundial ajudou a motivar o Mejraiontsi a fazer as pazes com os seus rivais bolcheviques liderados por Lênin, e no início de 1917 Trotsky voltou do exílio em Nova York para se unir como membro do Comitê Central do Partido Bolchevique. O trabalho de Trotsky, assumindo o cargo de chefe do Soviete de Petrogrado no início de outubro e constituindo o Comité Militar-Revolucionário, uma força de combate revolucionária, foi fundamental em criar as bases para a deposição do governo provisório russo liderado por Alexander Kerensky em 7 de novembro de 1917.

## O livro
O livro foi concluído e enviado ao editor em 4 de agosto de 1936, pouco antes do sensacional anúncio do primeiro dos três grandes Processos de Moscou, esses processos ficaram famosos pelas "confissões" arrancadas dos acusados sob tortura, coerção e chantagem gerada pelo terror da polícia secreta, estes processos ficaram conhecidos na história como o "Grande Expurgo". Quando Trotsky tornou-se ciente do julgamento, o que acabaria por terminar na execução de Grigory Zinoviev, Kamenev Lev, e outras proeminentes figuras políticas soviéticas, a uma curto adendo foi adicionado na sua introdução, na qual Trotsky afirmou que seu livro constituía o "claro indicio" do esforço do regime de Stalin na "deliberada mistificação".

## Conteúdo
A Revolução Traída foi caracterizada pelo historiador Baruch Knei-Paz como "uma grande obra sobre o stalinismo"
Na opinião do Knei-Paz, o subtítulo escolhido por Trotsky para A Revolução Traída - O que é a União Soviética e onde é que vai? - Resumiu com precisão a intenção do autor por trás do livro. Trotsky estava preocupado com a questão de se, a emergente política burocrática e formação econômica na URSS constituíam um novo modelo social não abrangido anteriormente pela doutrina marxista.
O livro é uma crítica ampla da URSS e seus governantes, e defende uma nova revolução política para derrubar a ditadura stalinista e trazer uma democracia socialista. Ele inicia elogiando os avanços econômicos positivos da URSS desde a morte de Lenin, citando o crescimento em energia elétrica, a produção agrícola, indústria, etc 
Em seguida, passa a descrever os limites desse avanço econômico, a natureza da nova elite dominante,  e prevê a queda final da União Soviética como resultado da governo stalinista. Ele coloca ênfase no método marxista de análise, e faz várias observações importantes e previsões, algumas das quais só seria confirmado muitas décadas mais tarde.
Nos primeiros capítulos examina os "ziguezagues", como Trotsky descreve a política seguida pelo Partido, citando as mudanças rápidas na política de pânico como resultado direto da falta de democracia. Trotsky destaca a mais importante dessas "ziguezagues" no campo da política econômica, criticando a política de Stalin e de Bukharin de, num primeiro momento se opor a coletivização voluntária da terra e, em seguida, de uma abrupta inversão de marcha impondo a coletivização forçada, que Trotsky cita como "aventureirismo econômico" e que levou "a nação à beira do desastre". Trotsky, em seguida, discute a produtividade do trabalho e critica a inutilidade do movimento stakhanovista e as brigadas de choque.
Trotsky, em seguida, analisa o "The Soviet Thermidor (Thermidor é uma referência para os últimos estágios da Revolução Francesa, quando as forças conservadoras tomaram conta da sociedade). Ele analisa o triunfo de Stalin, o distanciamento do partido do bolchevismo, e o estrato burocrático crescendo. A importância deste capítulo reside na observação de Trotsky de que a camada dirigente na URSS não é nem capitalista, nem de trabalhadores, mas sim uma parte desta última alienada de suas raízes de classe, influenciada tanto pela burocracia que sobrou da era czarista como da politização da classe trabalhadora.